# فرودگاه کوماسی
فرودگاه کوماسی  (به انگلیسی: Kumasi Airport) یک فرودگاه همگانی با کد یاتا KMS است که یک باند فرود آسفالت دارد و طول باند آن ۱۹۸۲ متر است. این فرودگاه در کشور غنا قرار دارد و در ارتفاع ۲۸۷ متری از سطح دریا واقع شده است.